# Геррі Ґленсі
Геррі Ґленсі (англ. Harry Glancy, 17 вересня 1904 — 22 вересня 2002) — американський плавець.
Олімпійський чемпіон 1924 року, учасник 1928 року.